# Brăila megye
Brăila megye (magyarul: Brajla megye) közigazgatási egység Romániában, a Havasalföld régióban, Munténia területén. 4766 km2-es területével Románia 32. legnagyobb megyéje, mely az ország teljes területének mintegy 1,99%-át adja. Emellett közel 281 ezer fős lakosságával Románia 35. legnépesebb közigazgatási egysége, ezzel az ország népességének 1,47%-ával rendelkezik, népsűrűsége közel megegyezik az országos átlaggal.
Északról Vrancea megye és Galați megye, keletről Tulcea megye, délről Constanța megye és Ialomița megye, nyugatról pedig Buzău megye határolja. Székhelye a történelmi dunai kikötőváros Brăila, amely egykor fontos kereskedelmi központ volt, és multikulturális örökséggel rendelkezik. Nevezetességei közé tartozik az Óváros, a Maria Filotti Színház és a Brăilai Kis-Duna Természetvédelmi Terület. Emellett a megye jelentős városai közé tartozik Ianca jelentős ipari és mezőgazdasági központ, Făurei fontos vasúti csomópont és mezőgazdasági központ, illetve Însurăței mezőgazdasági jellegű kisváros, főként gabonatermesztéssel foglalkozik.
Románia délkeleti részén, a Duna mentén helyezkedik el. Területét főként alföldek és termékeny mezőgazdasági területek jellemzik, amelyek az úgynevezett Bărăgan-síkság részét képezik. A megye legfontosabb vízfolyása a Duna, amely több ágra szakadva, például a Kis-Duna és a Macin-ág révén alakítja a tájat. Kiemelkedő természeti területe a Brăilai Kis-Duna Természetvédelmi Terület, amely gazdag élővilággal rendelkezik. Az éghajlat mérsékelt kontinentális, forró nyarakkal és hideg telekkel. A megye mezőgazdasági és halászati szempontból is jelentős, mivel a Duna kiváló feltételeket biztosít ezekhez a tevékenységekhez.
Területe már az ókorban is lakott volt, a Duna menti fekvése miatt fontos kereskedelmi útvonalak metszéspontjában állt. A középkorban Brăila városa az egyik legjelentősebb dunai kikötővé vált, és az 1368-as első írásos említése után gyorsan fejlődött. A 16. századtól 1828-ig az Oszmán Birodalom fennhatósága alá került, stratégiai fontossága miatt többször is hadszíntér volt. A 19. században, miután Románia visszaszerezte, Brăila modern kikötővé és kereskedelmi központtá fejlődött. Az iparosodás a 20. század elején gyorsult fel, majd a kommunizmus alatt jelentős ipari beruházások történtek. A rendszerváltás után a megye gazdasága átalakult, napjainkban főként mezőgazdaságra és könnyűiparra támaszkodik.

Brăila megye elhelyezkedése Romániában

## Nevének eredete
Neve a megyeszékhely, Brăila város nevéből származik. A város nevét először 1368-ban említik "Drinago" alakban, majd később "Brayla" néven is ismertté vált. A név eredete vitatott. 
- Egyes források szerint a szláv "brail" szóból ered, amely mocsaras területet jelent, utalva a Duna közelségére és a környék vízrajzi viszonyaira.
- Más elméletek szerint a név egy személynévből származik, de konkrét bizonyítékok hiányában az eredet továbbra is bizonytalan.

## Címere

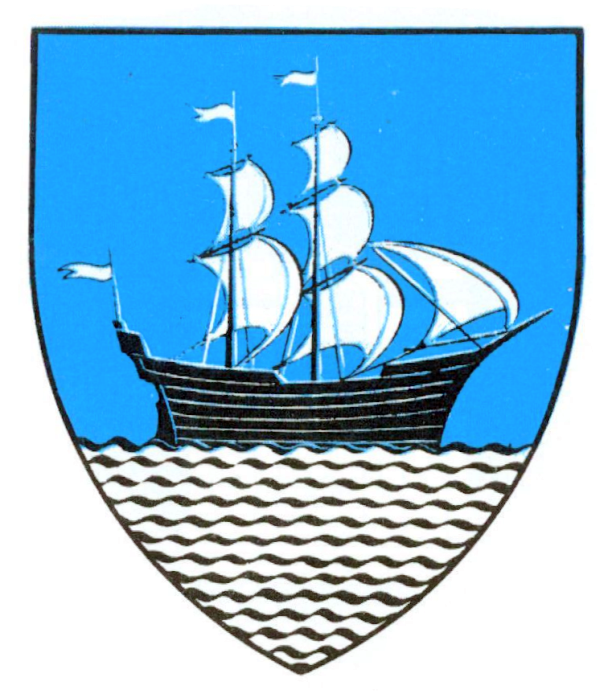
A két világháború között
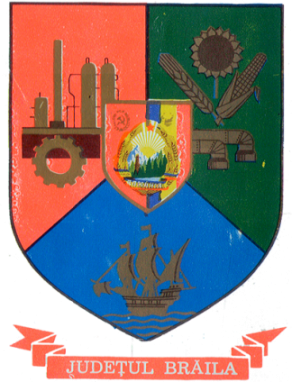
A kommunizmus idején
Jelenlegi

## Demográfia
A 2011-es népszámlálás adatai szerint a megye lakosságának 90,9%-a román, a legnagyobb kisebbség a roma (2,7%), de élnek itt lipovánok és görögök is. A megyében 60 fő vallotta magát magyarnak.

## Földrajz
A megye egésze sík területen fekszik, a Bărăgan-alföldön, amely Románia egyik legjobb gabonatermő vidéke. Keleti oldalát a Duna mossa és szigetet képez itt, a Brăilai Nagyszigetet, itt található a Brăilai lápvidék, amelyet a Măcin, Cremenea és Vâlciu csatornák fognak közre, ezeken a csatornákon keresztül a 70-es években mintegy 80 000 hektárnyi területet csapoltak le a mocsárból.
A megye északi oldalán folyik a Szeret, északnyugati oldalán pedig a Bodza folyó. A Bodza bal partján jelentős limánok képződtek: Jirlău, Amara Buzău, Balta Albă stb.
Délen a Călmănțui folyó jobb partját homokdűnék kísérik.
A Bodza, a Călmănțui, valamint a Ialomița folyók közti lefolyástalan területen sós tavak jöttek létre: Ianca, Plopul, Lacu Sărat, Plașcu, Cotleț.
Éghajlata mérsékelt szárazföldi, síksági jelleggel. Az évi középhőmérséklet 10 °C.

## Gazdasága
A megye mezőgazdasági jellegű, az ipar szinte teljesen a megyeközpontra korlátozódik. Iparágai: textil- és élelmiszeripar, mechanikai alkatrészek gyártása.
Brăilának fontos kikötője van, ami valamikor Románia legnagyobb gabonaátrakodóhelye volt.
Az ideérkező kevés turista a megyében főképp Brăilát és Lacu Sărat üdülőhelyet látogatják.

## Turizmus

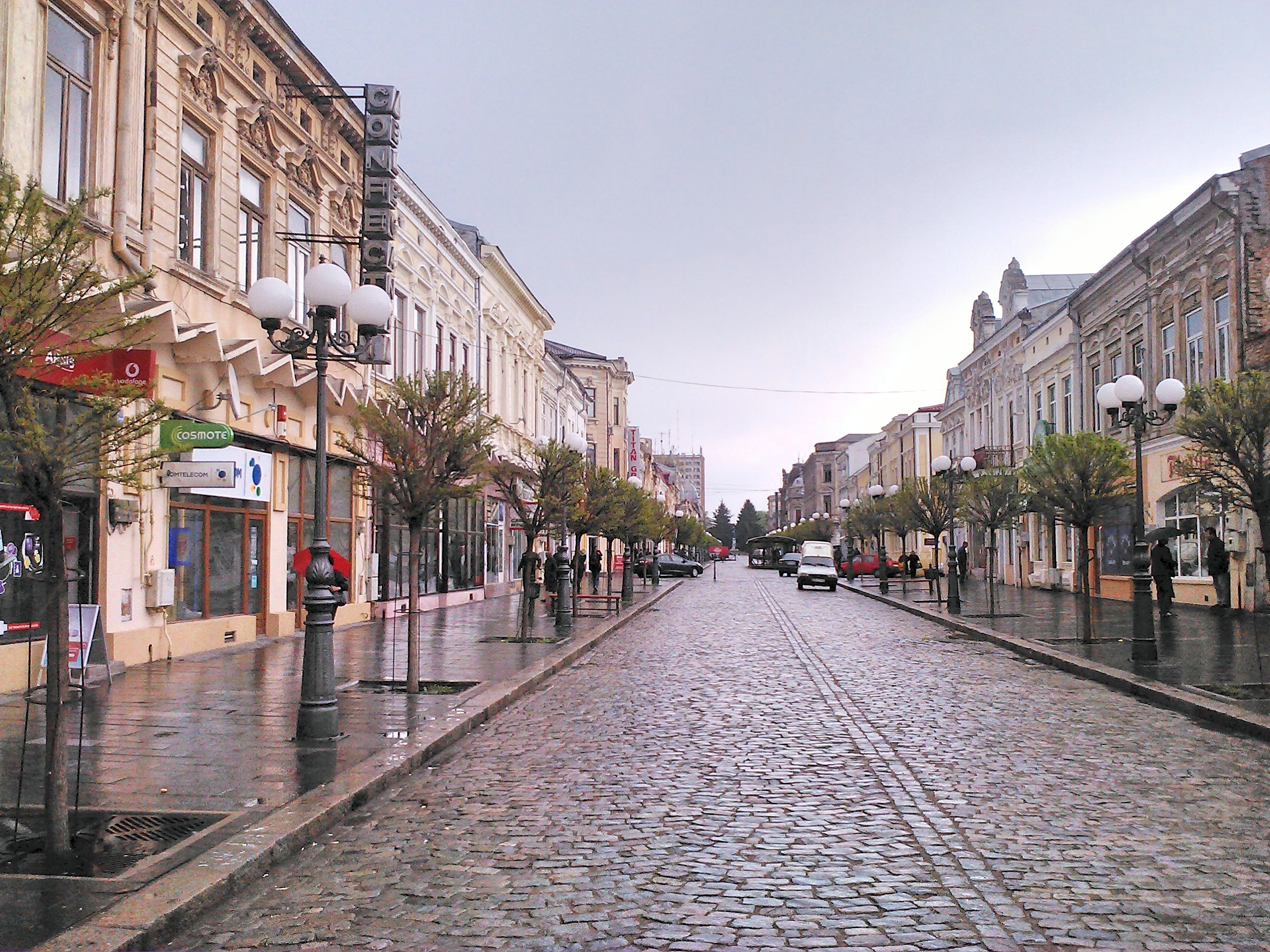
Brăila, a megyeszékhely
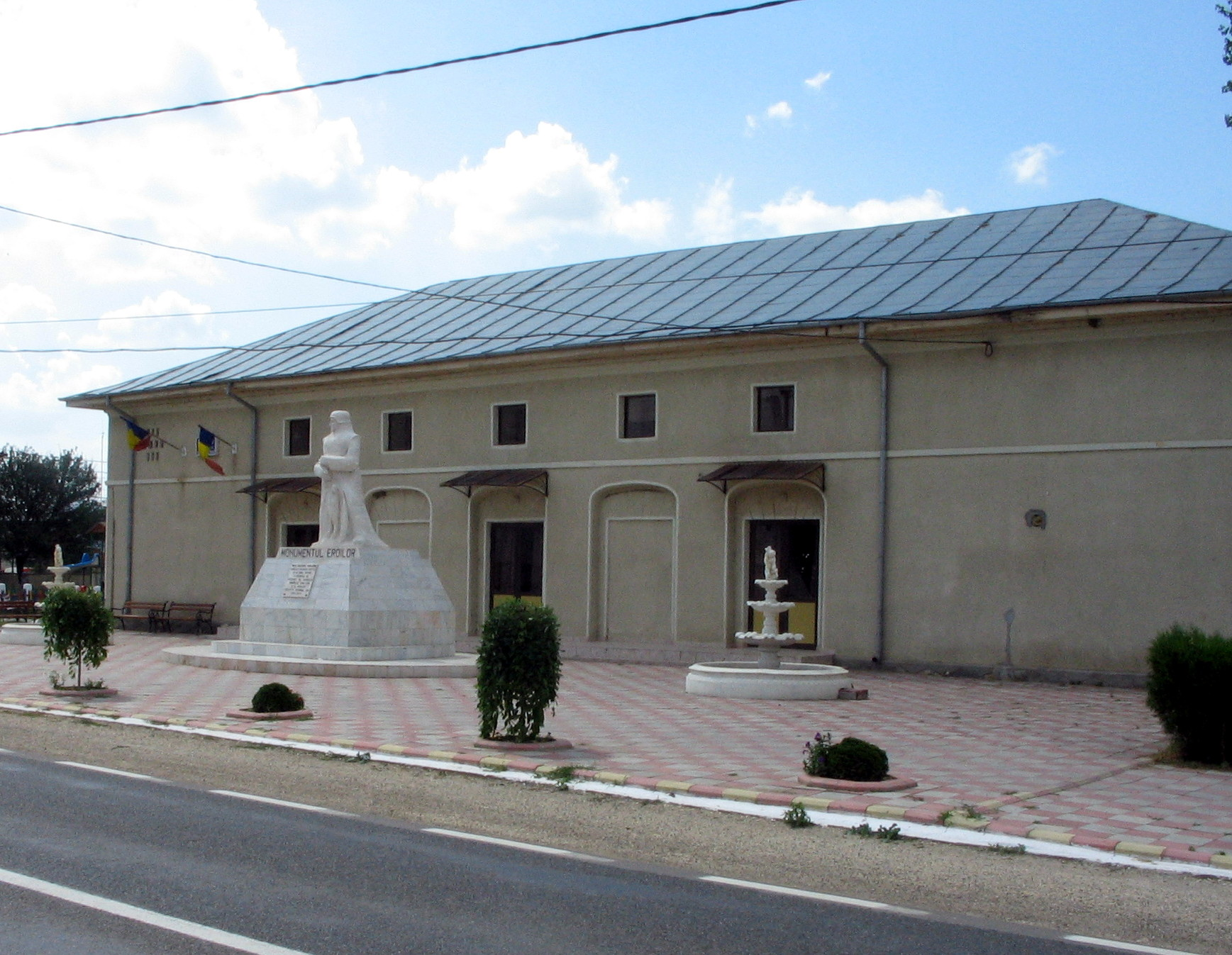
Însurăței városháza
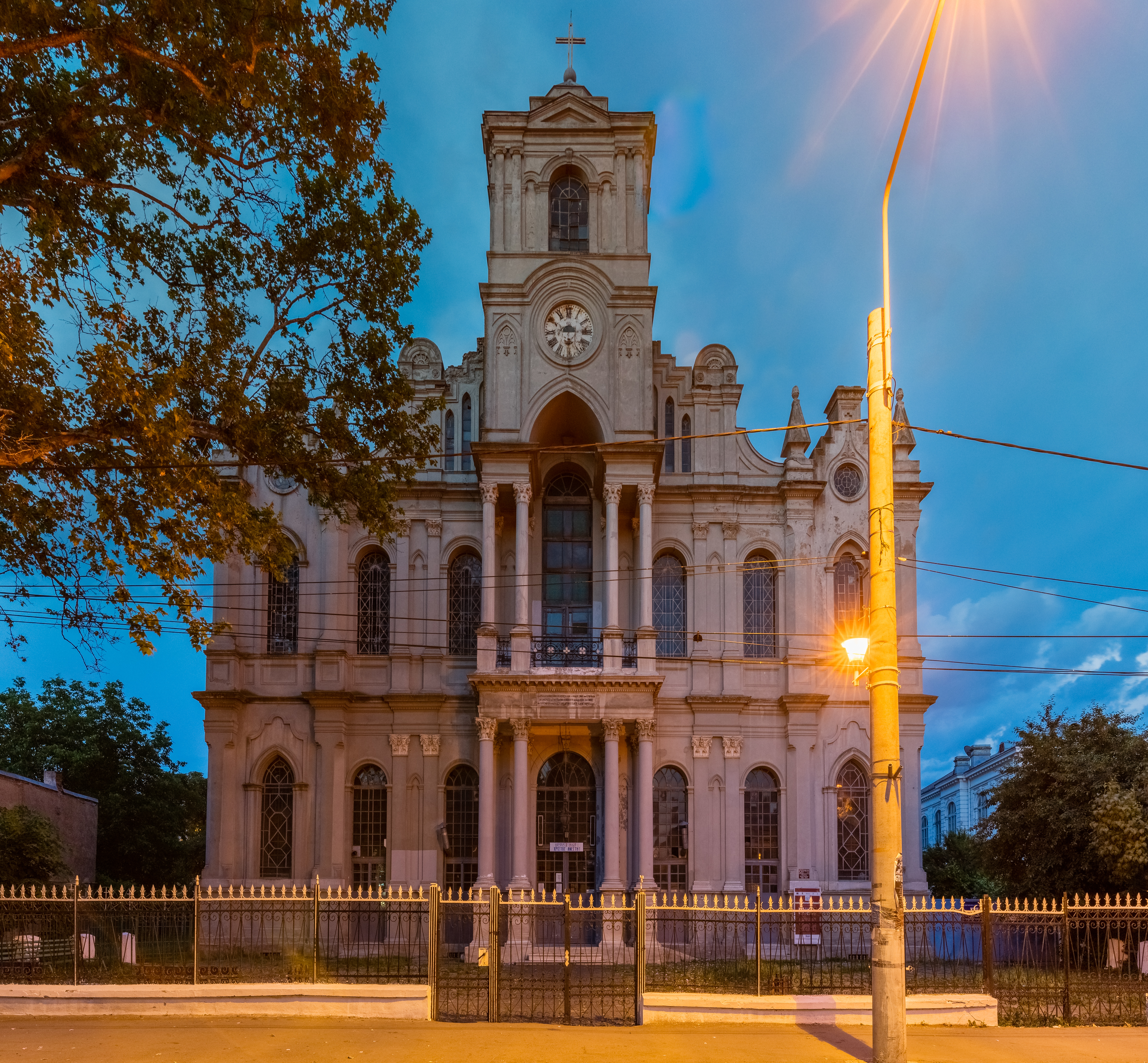
Szent Miklós-templom Brăila városában

## Közigazgatási beosztása
A megyében egy municípium, 3 város és 40 község található.
Községek
| - Bărăganul - Berteștii de Jos - Bordei Verde - Cazasu - Chiscani - Ciocile - Cireșu - Dudești - Frecăței - Galbenu | - Gemenele - Grădiștea - Gropeni - Jirlău - Mărașu - Măxineni - Mircea Vodă - Movila Miresii - Racovița - Râmnicelu | - Romanu - Roșiori - Salcia Tudor - Scorțaru Nou - Siliștea - Stăncuța - Surdila-Găiseanca - Surdila-Greci - Șuțești - Tichilești | - Traian - Tudor Vladimirescu - Tufești - Ulmu - Unirea - Vădeni - Victoria - Vișani - Viziru - Zăvoaia |